# Denys Bouliane
Denys Bouliane (* 8. Mai 1955 in Grand-Mère, Québec) ist ein kanadischer Komponist.

## Leben
Bouliane studierte von 1972 bis 1979 an der Universität Laval Klavier bei Robert Weisz, Komposition bei Jacques Hétu, Alain Gagnon und José Evangelista, Analyse bei Roger Bédard und Kontrapunkt bei Jeanne Landry. Von 1978 bis 1980 wirkte er hier als Assistent. 1980 nahm er an den Darmstädter Ferienkursen und anschließend an Mauricio Kagels Klasse Neue Musik Theater an der Hochschule für Musik Köln teil. Bis 1985 studierte er an der Hochschule für Musik und Theater Hamburg bei György Ligeti.
Ende der 1970er Jahre war Bouliane Programmdirektor der Association de musique actuelle de Quebec. Während seines Studiums in Deutschland tourte als Direktor der Tontechnik mit dem Ensemble Köln durch Europa. Von 1990 bis 1993 war er im Vorstand der Kölner Gesellschaft für Neue Musik. Daneben war er von 1992 bis 1995 Composer in Residence des Orchestre symphonique de Québec und dann bis 1996 des Philharmonischen Orchesters Heidelberg.
Er gründete 1991 in Köln das Série B, ein Ensemble aus neun Musikern, die mit akustischen und elektronischen Instrumenten experimentieren. 1995 gründete er die Rencontres de Musique Nouvelle, eine Reihe von jährlichen Sommerkursen, die er gemeinsam mit Lorraine Vaillancourt leitet. Im gleichen Jahr wurde er Mitglied im künstlerischen Komitee der Société de Musique Contemporaine de Quebéc (SMCQ).
Aus der Zusammenarbeit mit Denis Marleau und dem Choreographen Édouard Lock entstanden Aufführungen von Georg Büchners Woyzeck (Belgien 1993) und Frank Wedekinds Lulu (Montreal 1995–96) für Tanztheater, für die Bouliane die Musik komponierte. Gemeinsam mit Walter Boudreau war er von 1998 bis 2000 künstlerischer Koordinator und Dirigent des Festivals für zeitgenössische Musik Québec-Musiques-au-présent. Gemeinsam mit diesem dirigierte er auch im Sommer 2000 die Millennium Symphony, ein monumentales, von neunzehn Komponisten geschaffenes Werk für 350 Musiker.
Seit 2004 ist Bouliane künstlerischer Koordinator des MusiMarch Festival, veranstaltet von der McGill University, der SMCQ und dem Orchestre symphonique de Montréal, daneben seit 2003 gemeinsam mit Boudreau künstlerischer Leiter der Biennale Montréal-nouvelles musiques. Zwischen 2002 und 2006 war er Composer in Residence des National Arts Centre Orchestra. Seit 1995 ist er Professor für Komposition an der McGill University.

## Werke
- Quatre Chants (Texte von Émile Nelligan, Hector de Saint-Denys Garneau, Alain Grandbois) für Sopran, Cello und Klavier, 1974–75
- Quintette à vent für Flöte, Oboe, Klarinette, Horn und Fagott, 1976
- Climats für Kammerensemble, 1978
- Jeux de Société für Flöte, Oboe, Klarinette, Horn, Fagott, Klavier und Glockenspiel, 1979–80
- Douze tiroirs de demi-vérités pour alléger votre descente für Klavier und Orchester, 1981–82
- Une foire imaginée für vier Schlagzeuge und großes Orchester, 1982
- Jappements à la lune (Text von Claude Gauvreau) für 32 gemischte Stimmen und Orchester, 1982
- Comme un silène entr’ouvert für Piccoloflöte, Oboe, Bassklarinette, Posaune, Kontrabass, Klavier, Synthesizer und Tonband, 1983–85
- Rituel lapidaire, en souvenance … für Englischhorn und Schlagzeug, 1984
- Paraphrase en pente douce sur le Hareng Saur de Charles Cros (Texte von Charles Cros, André Breton) für Tonband, 1984
- Pilu, wo bist du? für Tonband, 1985
- Organum für Tonband (Zusammenarbeit mit der Bildhauerin Christa Feuerberg), 1985
- À propos … et le Baron perché? für zwei Bassklarinetten, zwei Kontrafagotte, zwei Hörner, Trompete, zwei Posaunen und Kontrabass, 1985
- A certain chinese cyclopaedia für Flöte, Horn, Klarinette, Englischhorn und Fagott, 1986
- Le cactus rieur et la demoiselle qui souffrait d'une soif insatiable für großes Orchester, 1986
- Neuf Résidus für zwei elektrische Klaviere, 1986–87
- Das Affenlied (Text von Gottfried Benn) für Sopran, 1988
- Concerto for Orchestra (Variations without a theme), 1988–95
- Manche haben Trompinetten (Text von Boris Vian) für Sopran und Bassklarinette, 1989–90
- Trois petits simiodrames für Klarinette, Violine, Viola, Cello und Schlagzeug, 1990
- Une soirée Vian, Meta-Kabarett für Sopran, Bariton, Instrumente und Live-Elektronik, 1990–91
- Paysage Qu… für zwei Klarinetten, zwei Trompeten, zwei Posaunen, Violine, Viola, Cello, Kontrabass und zwei Schlagzeuge, 1992
- Deutsche Landschaft für zwei Klarinetten, zwei Trompeten, zwei Posaunen, Violine, Viola, Cello, Kontrabass und zwei Schlagzeuge, 1992–93
- Woyzeck Schauspielmusik für Orchester und Tonband, 1993
- De Sophie à Léon (eigener Text nach Leo und Sofia Tolstoi) für Sopran, Violine und großes Orchester, 1993
- Entre chien et loup für Oboe, zwei Schlagzeuge und Streichorchester, 1994
- Pour parer la Parade! für Orchester und Tonband, 1994
- Des caresses … für Altflöte, Violine, Viola, Cello und Kontrabass, 1994
- Appels-Rappels für vier Hörner, drei Trompeten, drei Posaunen, Tuba und Schlagzeug, 1994–95
- Passacaglia ohne Thema, 1995
- Lulu, Schauspielmusik für Violine, Klavier und Tonband, 1995–96
- Concerto für Klavier und großes Orchester, 1995–97
- Du fouet et du plaisir für Klavier und kleines Orchester, 1996–97
- Contredanse du silène Badouny für Klavier, 1998
- La symphonie du millénaire für Chöre, Orchester, Carillon, 15 Kirchenglocken, 2000 Glockenspieler, zwei Feuerwehrzüge, großes Orchester und Tonband (mit 18 weiteren Komponisten), 1999–2000
- Passacaglia without a Theme, Ballett (Choreographie: Édouard Lock), 2000
- Le sexe des anges für Bassklarinette und Orchester, 2000
- Qualia sui für Violine, Cello und Klavier, 2001
- Rumore sui, Streichquartett, 2002–03
- La Neige est blanche mais l'eau est noire, 2003
- Tetrapharmakos, Tripelkonzert für Violine, Cello, Klavier und großes Orchester, 2003–04
- Tremore sui, Sonate für Violine und Klavier, 2004–05

## Weblink
- Hermann Conen: Denys Bouliane – Biography, Works, etc. Canadian Music Centre (CMC), Januar 2005 (englisch, französisch)

| Personendaten    | Personendaten         |
| ---------------- | --------------------- |
| NAME             | Bouliane, Denys       |
| KURZBESCHREIBUNG | kanadischer Komponist |
| GEBURTSDATUM     | 8. Mai 1955           |
| GEBURTSORT       | Grand-Mère, Québec    |